# Cabo das Agulhas
O cabo das Agulhas ou cabo Agulhas é o extremo sul do continente africano, e é considerado para fins hidrográficos como a divisória entre os oceanos Atlântico e Índico (embora hidrograficamente a divisão seja onde a corrente das Agulhas encontra a corrente de Benguela, o que varia ao longo do ano). Historicamente, este cabo tem sido de má fama para os navegadores como um dos pontos mais perigosos da Rota dos Clippers. É por vezes incluído na lista dos grandes cabos. Fica perto da localidade de L'Agulhas.

## História
Foi entrevisto pela primeira vez por Bartolomeu Dias, na viagem de descobrimentos da passagem para o Índico (1487-1488). Depois de continuar viagem até ao rio do infante, Bartolomeu Dias regressou a Portugal, explorando então a costa sul-africana, descobrindo assim os cabos que marcam a ponta sul de África (Agulhas e Boa Esperança).
Recebeu este nome porque, sendo aí nula a declinação magnética, a agulha da bússola orientava-se segundo a linha norte-sul geográficos.

## Geografia
O cabo das Agulhas localiza-se em 34° 49' 43.39" S 20° 0' 09.15" E, numa zona rural 170 km a sueste da Cidade do Cabo. O cabo pertence ao município de Cape Agulhas, na província do Cabo Ocidental da África do Sul.
Contrariamente ao seu parente mais famoso, o cabo da Boa Esperança, o cabo das Agulhas tem uma aparência relativamente banal, consistindo num litoral rochoso levemente encurvado. Um marco geodésico assinala a localização do cabo, que seria de outra forma muito difícil de identificar. As águas costeiras são pouco profundas, e a região tem fama de ser um dos melhores locais para a pesca na África do Sul.

## Perigos para a navegação

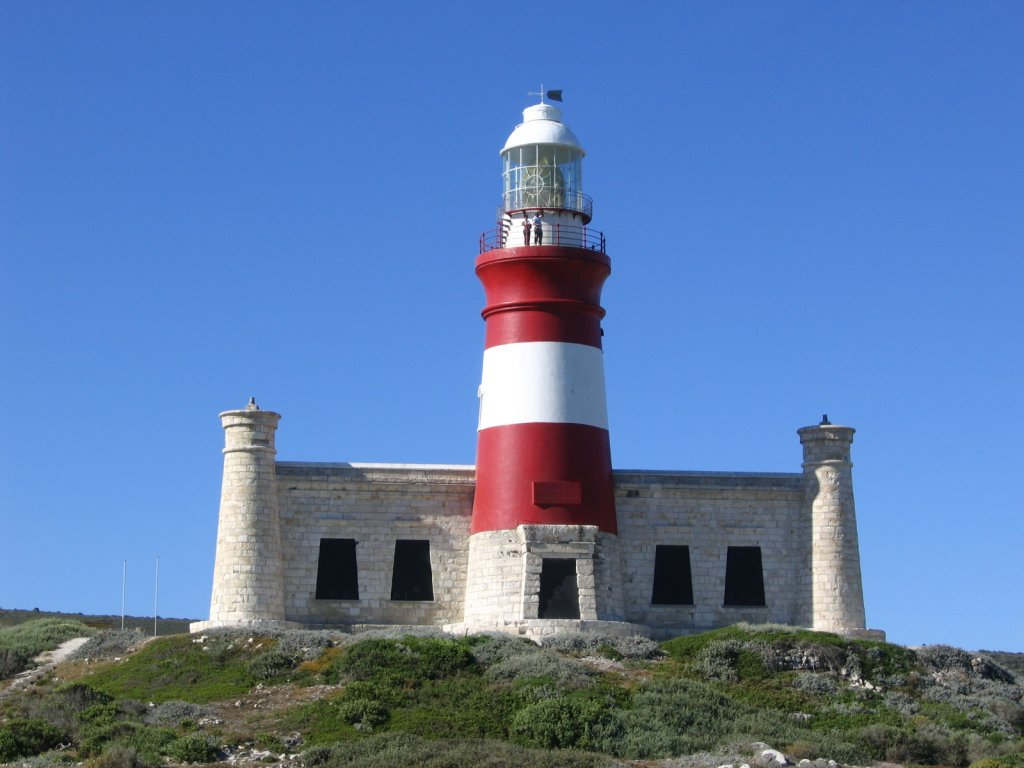
O farol do cabo das Agulhas, construído em 1848

O mar nas redondezas do cabo Agulhas é conhecido pelas suas tempestades de inverno e ondas gigantes, que podem atingir alturas de 30 metros e afundar embarcações de grandes dimensões. Estas condições meteorológicas são causadas por diversos fatores, por exemplo os ventos  dominantes fortíssimos na região e o encontro da água fria da Corrente Circumpolar Antárctica com a corrente das Agulhas, bem mais quente. As águas relativamente pouco profundas do banco das Agulhas, que se estende 250 km para sul do Cabo, contribuem para exacerbar o efeito do choque entre águas de diferentes densidades.